# Касимовский уезд
Касимовский уезд — административная единица в Рязанской губернии Российской империи и РСФСР, существовавшая в 1778—1929 годах. Уездный город — Касимов.

## География
Уезд был расположен на севере Рязанской губернии. Граничил с Владимирской губернией на севере и Тамбовской губернией на востоке. По площади уезд занимал территорию в 4991,5 вёрст².

## История
Уезд был образован в 1778 году в составе Рязанского наместничества (с 1796 года — Рязанской губернии).
В 1919 году 5 волостей Касимовского уезда (Бутыльская Демидовская Неверовская, Прудниковская и Спиринская) переданы в состав вновь образованного Спас-Клепиковского района. В 1921 году к реорганизованному из района Спас-Клепиковскому уезду были присоединены Ветчанская, Давыдовская, Парахинская и Тумская волости Касимовского уезда. В 1924 году к Касимовскому уезду был присоединён Елатомский. В 1926 году из Касимовского уезда были переданы в состав вновь образованного Гусевского уезда населённые пункты Великодворье, Курлово и Гусь-Хрустальный.
В 1929 году уезд упразднен, большая его часть вошла в состав Касимовского района Рязанского округа Центральнопромышленной области (позднее — Московской).

## Население
Население уезда в 1887 году — 192 888 человек.
По переписи 1897 года в уезде было 167 247 жителей (75 062 мужчины и 92 185 женщин). В г. Касимов — 13 547 человек.
По итогам всесоюзной переписи населения 1926 года население уезда составило 152 770 человек, из них городское — 17 220 человек.

## Населённые пункты
В 1859 году в составе уезда было 395 населённых пунктов, наиболее крупные из них:
- г. Касимов — 10 092 чел.;
- с. Бетино — 1503 чел.;
- с. Дубровка — 1502 чел.;
- с. Ерахтур — 2577 чел.;
- с. Ибердус — 1805 чел.;
- с. Мелехово — 2074 чел.;
- с. Нармушадь — 1828 чел.;
- с. Николаевская Тума — 454 чел.;
- с. Сынтул — 1150 чел.;
- с. Шостье — 2223 чел.

## Административное деление
В 1859 году в уезде было 2 стана:
- 1-й со становой квартирой в Токарёво;
- 2-й со становой квартирой в Николаевской Туме.

В 1890 году в уезде было 24 волости:
| № п/п | Волость        | Волостное правление  | Число селений | Население |
| ----- | -------------- | -------------------- | ------------- | --------- |
| 1     | Алексеевская   | д. Алексеево         | 18            | 7101      |
| 2     | Бетинская      | с. Бетино            | 20            | 9080      |
| 3     | Бутыльская     | д. Бутылки           | 12            | 3255      |
| 4     | Ветчанская     | д. Ветчаны           | 7             | 4980      |
| 5     | Давыдовская    | с. Давыдово          | 19            | 9527      |
| 6     | Демидовская    | с. Палищи            | 17            | 7523      |
| 7     | Дмитриевская   | с. Дмитриево         | 23            | 6361      |
| 8     | Дубровская     | с. Дубровка          | 7             | 4252      |
| 9     | Ерахтурская    | с. Ерахтур           | 5             | 8067      |
| 10    | Занинская      | с. Занино-Починки    | 11            | 10 035    |
| 11    | Китовская      | с. Китово            | 10            | 7590      |
| 12    | Колесниковская | д. Гаврино           | 14            | 5095      |
| 13    | Мелеховская    | с. Мелехово          | 1             | 2647      |
| 14    | Неверовская    | д. Неверово          | 13            | 4248      |
| 15    | Парахинская    | д. Парахино          | 12            | 5333      |
| 16    | Погостинская   | с. Гусевской Погост  | 21            | 11 050    |
| 17    | Подгородняя    | г. Касимов           | 19            | 6835      |
| 18    | Прудковская    | с. Прудки            | 13            | 4113      |
| 19    | Спиринская     | с. Спирино           | 13            | 4699      |
| 20    | Сынтульская    | пос. Сынтул          | 16            | 6376      |
| 21    | Татарская      | г. Касимов           | 33            | 4528      |
| 22    | Телебукинская  | с. Телебукино        | 28            | 9509      |
| 23    | Тумская        | с. Николаевская Тума | 25            | 6951      |
| 24    | Шостьинская    | с. Шостье            | 12            | 7918      |

В 1925 году в состав Касимовского уезда входило 4 волостей:
- Гиблицкая — с. Гиблицы
- Елатомская — г. Елатьма
- Ерахтурская — с. Ерахтур
- Касимовская — г. Касимов